# 第4降下猟兵師団
第4降下猟兵師団（だいよんこうかりょうへいしだん、ドイツ語：4. Fallschirmjägerdivision）は、第二次世界大戦期のドイツ空軍のエリート降下猟兵部隊である。

## 概要
第4降下猟兵師団は1943年11月にイタリアのヴェネツィアで第2降下猟兵師団の基幹にイタリア軍落下傘部隊の第184落下傘師団「ネンボ」と第185落下傘師団「フォルゴーレ」からの志願兵を加えて編成された。
第4降下猟兵師団の最初の戦闘は1944年1月の連合国軍のアンツィオへの上陸において第1降下猟兵軍団（I. Fallschirm Corps）の一翼としてのものであった。
アンツィオの戦い後、師団はローマ前面で後衛部隊として戦い6月4日にローマを引き払った最後のドイツ軍部隊となり、ヴィテルボ、シエーナ、フィレンツェへと後退しつつその後フタ峠で連合国軍の進撃を止める手はずを整えた。
1944年末から1945年の冬に第4降下猟兵師団はゴシック・ラインで配置についた。1945年3月に師団は第12降下猟兵連隊第2大隊と工兵大隊から第2中隊をオーストリアで編成される新しい第10降下猟兵師団のために供出した。
その後、第4降下猟兵師団はネットゥーノ、フィレンツェ、リミニ、ボローニャで戦い、1945年4月に連合国軍に降伏した。

## 師団長
- ハインツ・トレットナー 中将

## 戦闘序列

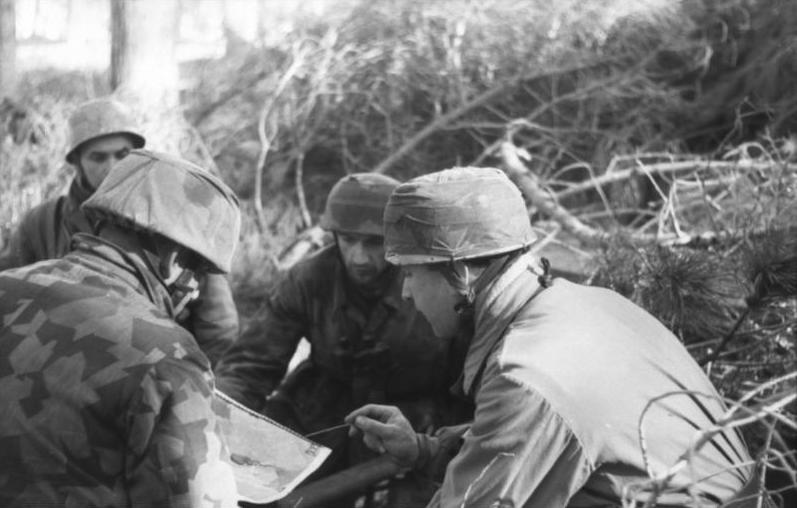
作戦会議を行う降下猟兵、ネットゥーノにて

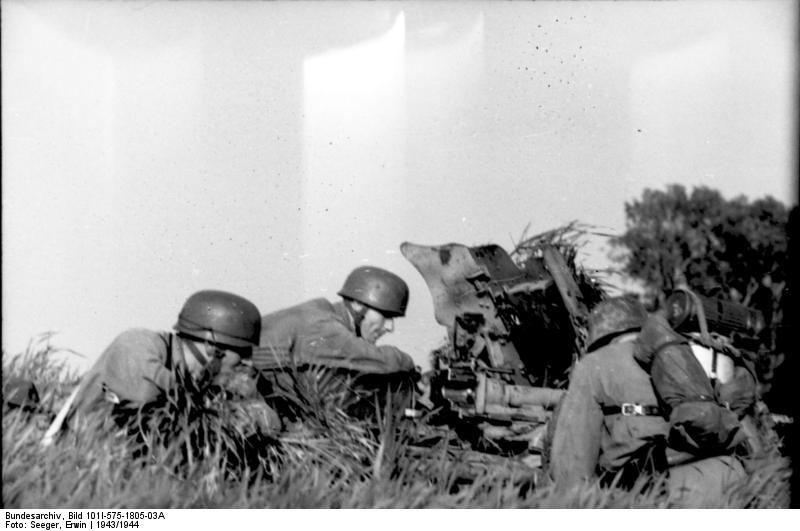
対戦車砲を操作する降下猟兵、ネットゥーノにて

- 師団本部
  - オートバイ中隊
  - 憲兵隊 (mot)
  - 補給隊
- 第10降下猟兵連隊
- 連隊本部
  - 通信小隊
  - オートバイ偵察中隊
- 3 x 大隊 (mot)
  - 大隊本部
  - 通信小隊
  - 3 x 中隊
  - （Heavy Company）
  - 迫撃砲中隊 (mot)
  - 戦車猟兵中隊 (mot)
  - 工兵中隊 (mot)
- 第11降下猟兵連隊
  - 第10降下猟兵連隊と同様
- 第12降下猟兵連隊
  - 第10降下猟兵連隊と同様
- 第4降下猟兵迫撃砲大隊
  - 大隊本部
  - 中隊本部 (mot)
  - 3 x 中隊
- 第4降下猟兵戦車猟兵大隊
  - 大隊本部
  - 通信小隊
  - 3 x中隊 (mot)
- 第4降下猟兵砲兵連隊
  - 連隊本部
  - 3 x 大隊
  - 大隊本部
  - 中隊本部 (mot)
  - 3 x砲兵中隊
- 第4降下猟兵高射砲大隊
  - 大隊本部
  - 重輸送隊
  - 3 x 砲兵中隊 (mot)
  - 2 x 砲兵中隊 (自走砲)
- 第4降下猟兵工兵大隊
  - 大隊本部
  - 通信小隊 (mot)
  - 4 x 工兵中隊
- 第4降下猟兵通信大隊
  - 通信中隊 (mot)
  - ラジオ中隊 (mot)
  - 輸送隊 (mot) [1]